# Tata Kazika kontra Hedora
Tata Kazika kontra Hedora – wspólny album studyjny polskiego wokalisty Kazika Staszewskiego oraz formacji Kwartet ProForma. Wydawnictwo ukazało się 19 maja 2017 roku nakładem wytwórni muzycznej S.P. Records. Tytuł albumu nawiązuje do filmu Godzilla kontra Hedora.

## Lista utworów
| Nr  | Tytuł utworu               | Długość |
| --- | -------------------------- | ------- |
| 1.  | „Imtron”                   | 0:10    |
| 2.  | „1947”                     | 2:29    |
| 3.  | „Ta Droga Była Daleka”     | 3:28    |
| 4.  | „Ogrodnik”                 | 3:47    |
| 5.  | „Most”                     | 2:23    |
| 6.  | „Klub Cynicznych Egoistów” | 2:44    |
| 7.  | „Kongres Nauki Polskiej”   | 3:32    |
| 8.  | „Starszy Asystent John”    | 2:26    |
| 9.  | „Leonardo”                 | 4:00    |
| 10. | „Ay Pee, Ah Yee”           | 4:31    |
| 11. | „Jest Między Nami Obcość”  | 3:24    |
| 12. | „Gdybym Miał Kogoś”        | 3:51    |
| 13. | „Zmysłowa I Pijana”        | 3:39    |
| 14. | „Apel Poległych”           | 3:42    |
| 15. | „Nie Dali Ojce”            | 5:35    |
| 16. | „Nic Nie Słyszę”           | 3:32    |
|     |                            | 53:13   |

## Twórcy albumu
- Marcin Żmuda – organy, pianino, akordeon
- Wojciech Strzelecki – gitara basowa
- Marek Wawrzyniak – perkusja, tamburyn
- Staszek Staszewski – teksty
- Michał Wasyl, Sławomir Janowski – wsparcie muzyczne
- Sebastian Włodarczyk – produkcja, miksowanie
- Janusz Zdunek – trąbka
- Kazik Staszewski – śpiew
- Przemyslaw Lembicz – śpiew, gitara klasyczna, gitara elektryczna, banjo
- Piotr Lembicz – śpiew, gitara klasyczna, gitara elektryczna

## Listy sprzedaży
| Lista | Kraj   | Pozycja |
| ----- | ------ | ------- |
| OLiS  | Polska | 3       |